# Hofanlage Winderswohlde 1
Die Hofanlage Winderswohlde 1 in der niedersächsischen Gemeinde Anderlingen, Ortsteil Winderswohlde, wurde u. a. im 19. Jahrhundert gebaut. Aktuell (2025) wird sie landwirtschaftlich genutzt.
Zwei Gebäude stehen unter Denkmalschutz (siehe auch Liste der Baudenkmale in Anderlingen).

## Geschichte und Beschreibung
Die Gemeinde Anderlingen wurde erstmals im 12. Jahrhundert erwähnt. Winderswohlde bestand um 1500 nur aus einer Hofstelle.
Die Hofanlage besteht aus denkmalgeschützten Gebäuden,
- dem eingeschossigen Speicher, ein vertieft liegender Bruch- und Feldsteinbau auf rechteckigem Grundriss mit pfannengedecktem Satteldach als Kartoffelerdkeller von 1867 (Inschrift) mit Giebeldreiecken in Fachwerk und Vertikalverbretterung,[1]
- der eingeschossigen giebelständigen freistehenden Feldscheune von um 1800 in Fachwerk mit vertikalen Brettausfachungen und mit Satteldach sowie Querdurchfahrt[2]
- und weiteren nicht denkmalgeschützten Anlagen.

Das Landesdenkmalamt befand u. a.: „… Zeugnis- und Schauwertes für die Volks- und Heimatkunde sowie als Beispiel für den Bautyp eines Speichers des 19. Jahrhundert […] ein regionstypischer Scheunenbau der Zeit um 1800 … .“